# Marie-Christine Hellmann
Pour les articles homonymes, voir Hellmann.
Marie-Christine Hellmann, née le 12 juillet 1950 à Thionville et morte le 29 décembre 2017 à Paris 16e, est archéologue, directrice de recherche émérite au CNRS, au laboratoire Archéologie et sciences de l'Antiquité.

## Biographie
Son père est directeur d’un institut culturel français en Allemagne et enseignant. Sa mère est traductrice. Marie-Christine Hellmann passe son enfance en Allemagne puis fait ses études secondaires à Paris, au lycée Molière. Elle est admise en 1970 à l’École Normale Supérieure de jeunes filles, où elle prépare, et obtient en 1973, l’agrégation de Lettres Classiques.
Avec l'archéologue Roland Martin, elle découvre l’architecture grecque antique. Admise à École française d’Athènes en 1975, elle travaille à Délos avec l’architecte Philippe Fraisse. Les résultats de ses travaux constituent la matière de la thèse de troisième cycle qu’elle soutient en 1983 à l’université de Paris I.
En sortant de l’École française d’Athènes, elle occupe durant quatre ans un poste au Département des monnaies, médailles et antiques de la Bibliothèque nationale et publie un catalogue sur les lampes anciennes,.
En 1985, elle est recrutée en qualité de chargée de recherche au CNRS à l’Institut de recherche sur l’architecture antique. Elle soutient, en 1990, à l’Université de Lyon II, sous la direction de Georges Roux, une thèse de doctorat d’État Recherches sur le vocabulaire de l’architecture grecque d’après les inscriptions de Délos. Elle reçoit pour son travail le prix Ambatélios de l’Académie des Inscriptions et Belles-Lettres et le prix de l’Association pour l’encouragement des études grecques.
En 2001 elle est élue à la direction de la Revue archéologique. Elle dirige l'Institut de recherche sur l’architecture antique à partir de 1992 et assure la coordination du Bulletin analytique d’architecture grecque. Elle est aussi, depuis 2000, membre du Bureau exécutif de la Société internationale de bibliographie classique, éditrice de la revue l’Année philologique.

## Distinctions
- Chevalier de la légion d'honneur, 1973[7]
- Médaille d'argent du CNRS (2012)[5]

## Publications

### Ouvrages
- Recherches sur le vocabulaire de l'architecture grecque, d'après les inscriptions de Délos, Rome Ecole française de Rome, Paris 1992, De Boccard, 471 p.
- L'architecture grecque t. 1 Les principes de la construction, Paris, Picard, 2002, 351 p.
- L'architecture grecque t. 2 Architecture religieuse et funéraire, Paris, Picard, 2006, 356 p.
- L'architecture grecque t. 3 Habitat, urbanisme et fortifications, Paris : Picard, 2010, 400 p.
- Chronique d’architecture grecque, Revue archéologique, 2015/1 (n° 59), p. 35-48
- L'architecture grecque Livre de Poche, 1998, 224 p.
- Lampes antiques de la Bibliothèque Nationale, Collection Froehner, Paris, 1985, Bibliothèque Nationale, 163 p.

### Articles
- « Publier l’architecture militaire grecque : entre évolution et tradition », Perspective, 2 | 2012, 297-302 [mis en ligne le 30 juin 2014, consulté le 31 janvier 2022. URL : http://journals.openedition.org/perspective/142 ; DOI : https://doi.org/10.4000/perspective.142].